# Submergence
Submergence è un film del 2017 diretto da Wim Wenders.
La pellicola, con protagonisti James McAvoy e Alicia Vikander, è l'adattamento cinematografico del romanzo omonimo di J. M. Ledgard.

## Trama
Dieppe, 2017. James More, ingegnere idraulico, e Danielle Flinders, biomatematica, si incontrano in un albergo vicino a Dieppe, in Normandia. Sono entrambi in vacanza e tra loro nasce una intensa relazione sentimentale. James dopo qualche giorno parte per la Somalia con lo scopo ufficiale di costruire dei pozzi artesiani, ma in realtà è un agente segreto britannico con la missione di individuare alcuni terroristi islamisti che stanno inviando esplosivi in Europa.
Danielle intanto parte per una spedizione scientifica di esplorazione delle profondità oceaniche per scoprire la natura della vita di quell'ecosistema.
Danielle non riesce a concentrarsi pienamente sul lavoro dato che non riceve chiamate o messaggi da James e teme che lui l'abbia dimenticata. Nel frattempo James è caduto prigioniero dei terroristi e deve sopravvivere a pestaggi e torture.

## Produzione
Le riprese del film sono iniziate il 12 aprile 2016 e si sono svolte tra Francia (Dieppe, Sainte-Marguerite-sur-Mer, Bois des Moutiers in Varengeville-sur-Mer), Germania, Spagna, isole Fær Øer e Gibuti.

## Promozione
Il primo trailer del film viene diffuso il 27 gennaio 2018.

## Distribuzione
Il film è stato presentato al Toronto International Film Festival il 10 settembre 2017.
La pellicola è stata distribuita nelle sale cinematografiche statunitensi a partire dal 13 aprile 2018, ed in quelle italiane dal 22 agosto 2019.